# Шапел От Гри
Шапел От Гри (фр. Chapelle-Haute-Grue) насеље је и општина у северној Француској у региону Доња Нормандија, у департману Калвадос која припада префектури Лисје.
По подацима из 2011. године у општини је живело 67 становника, а густина насељености је износила 22,95 становника/km². Општина се простире на површини од 2,92 km². Налази се на средњој надморској висини од 90 метара (максималној 192 m, а минималној 70 m).

## Демографија
| 1962. | 1968. | 1975. | 1982. | 1990. | 1999. | 2011. |
| ----- | ----- | ----- | ----- | ----- | ----- | ----- |
| 40    | 60    | 40    | 41    | 38    | 30    | 67    |

График промене броја становника у току последњих година